# 米拉馬爾 (佛羅里達州)
米拉馬爾（Miramar, Florida）是美國佛羅里達州布勞沃德縣的一個城市，位於佛羅里達半島東部。面積80.3平方公里，2020年人口134,721人。
1955年5月26日建市。